# Cardiospermum urvilleoides
Cardiospermum urvilleoides är en kinesträdsväxtart som först beskrevs av Ludwig Radlkofer, och fick sitt nu gällande namn av M.S. Ferrucci. Cardiospermum urvilleoides ingår i släktet ballongrankor, och familjen kinesträdsväxter. Inga underarter finns listade i Catalogue of Life.